# 김미연 (1991년)
김미연(1991년 1월 16일 ~ )은 포항여고출신의 배구선수이다. 전 소속팀은 흥국생명 핑크스파이더스로 2008년 신인드래프트 4라운드 2순위로 입단하였다.
팀의 부족한 부분을 채워주던 알짜배기 선수였다. 흥국생명 핑크스파이더스의 황금기의 멤버이자 황연주, 김혜진, 우주리등과 함께 『미녀군단』칭호에 한축으로 인기를 누리기도 하였다.
2012년 은퇴후에는 유소년지도에 힘쓰고 있다.